# جرج آلبرت بولانگر
جورج آلبرت بولانگر (انگلیسی: George Albert Boulenger; ۱۹ اکتبر ۱۸۵۸ – ۲۳ نوامبر ۱۹۳۷) دانشمند در زمینه جانورشناسی اهل بریتانیا بود.
وی همچنین برندهٔ جوایزی همچون همکار انجمن سلطنتی شده‌است.